# فرودگاه استیجاری هیوستون
فرودگاه هوستن ایگزکیتیو (به انگلیسی: Houston Executive Airport) یک فرودگاه همگانی است که یک باند فرود آسفالت دارد و طول باند آن ۲۰۱۵ متر است. این فرودگاه در شهر هیوستون کشور ایالات متحده آمریکا قرار دارد و در ارتفاع ۵۱ متری از سطح دریا واقع شده‌است.